# Вугринец, Ренато
Ренато Вугринец (словен. Renato Vugrinec; род. 9 июня 1975, Птуй) — словенский гандболист.

## Карьера

### Клубная
Ренато Вугринец начинал профессиональную карьеру в ГК Драва Птуй. В 1997 году Вугринец перешёл в Целе, в составе которого стал несколько раз чемпионом Словении. В 2004 году Ренато Вугринец перешёл в ГК Магдебург. В 2006 году Вугринец пополнил ряды Портланд Сан-Антонио. В 2009 году Ренато Вугринец перешёл в ГК Целе. В 2011 году Вугринец перешёл в ГК Гамбург, а в 2012 году в ГК Металург Скопье

### Сборная
Ренато Вугринец выступает за сборную Словении. В сборной Словении Вугринец сыграл 187 матчей и забросил 616 голов. Вугринец выступал за сборную Македонии, сыграл за неё 1 матч и забросил 2 гола.

## Награды
- Чемпион Словении: 1998, 1999, 2000, 2001, 2002, 2003, 2004, 2005
- Обладатель кубка Словении: 1998, 1999, 2000, 2001, 2004,
- Победитель лиги чемпионов ЕГФ: 2004